# Кременчуг (Приднестровье)
Кременчу́г (рум. Cremenciug, молд. Кременчуг, укр. Кременчуг) — село в Слободзейском районе непризнанной Приднестровской Молдавской Республики, на противоположном (правом) берегу от г. Слобдзея. Согласно административно-территориальному делению Республики Молдова село расположено в Каушанском районе Молдовы, куда оно было передано в 1996-м году. Относится к сёлам, не образующим коммуну.

## Население
Население — 1094 человек на 2004 год.

## Инфраструктура
Село газифицировано ПМР, действует русская неполная средняя школа (9-летка) в подчинении Министерства образования ПМР.

### Производственная свободная экономическая зона «Кременчуг»
С 11.04.2014 года на территории села Кременчуг действует приднестровская производственная свободная экономическая зона «Кременчуг». ПСЭЗ «Кременчуг» создана правительством ПМР сроком на 3 года на общей площади в 22,98 квадратных километра.
Для резидентов ПСЭЗ «Кременчуг» устанавливаются следующие налоговые льготы:
а) 100% освобождение от уплаты налога на доходы организаций в отношении доходов, полученных от вновь созданных производств либо новых (открытых) производств на базе действующих организаций.
При этом организации, открывающие новые производства на базе действующих организаций, обеспечивают ведение раздельного бухгалтерского учета по новому и действующему производствам;

б) 100 % освобождение от уплаты земельного налога

### ООО «Чеписо»
В селе действует приднестровское ООО «Чеписо» — крупный производитель южных овощей и фруктов, участвовавший в тендере, проводимом в 2015 году МУ «Слободзейское РУНО» ПМР по определению поставщиков продуктов питания для общеобразовательных и дошкольных учреждений Слободзейского района на 2015 год наравне с ведущими приднестровским сельхозпредприятиями, крупными фирмами и агрофирмами.

## Транспортная блокада
С 2005 года Республика Молдова осуществляет транспортную блокаду дороги Кременчуг-Загорное (на участке, прилегающем к соседнему селу Копанка, контролируемом Республикой Молдовой, с 20 июня 2005 года дорога перегорожена бетонными блоками, а также запрещен проезд любого транспорта с приднестровскими номерами. Данный вопрос регулярно выносится на обсуждение в Объединённой Контрольной Комиссии, контролирующей осуществление миротворческой операции в Приднестровье.
3 июля правоохранительные органы Приднестровья предотвратили стихийную попытку жителей Кременчуга силой снять молдавскую блокаду. Несколько возмущенных селян вместе с охраняющими поля казаками собрались самостоятельно разобрать бетонные заграждения, которые установила молдавская сторона и которые сегодня находятся под усиленной охраной полиции Молдовы. Правоохранительные органы Приднестровья не исключают, что такой стихийный протест вполне мог быть использован властями Молдовы как повод для ответной агрессии. Массовое недовольство блокадой нарастает и среди жителей соседнего села Кицканы, которые не могут добраться через село Копанка к своим родственникам в Кременчуге 
.